# John Devitt
John Thomas Devitt (Granville, Australia, 4 de febrero de 1937-Sídney, 17 de agosto de 2023) fue un nadador australiano especializado en pruebas de estilo libre, donde consiguió ser campeón olímpico en 1960 en los 100 metros.

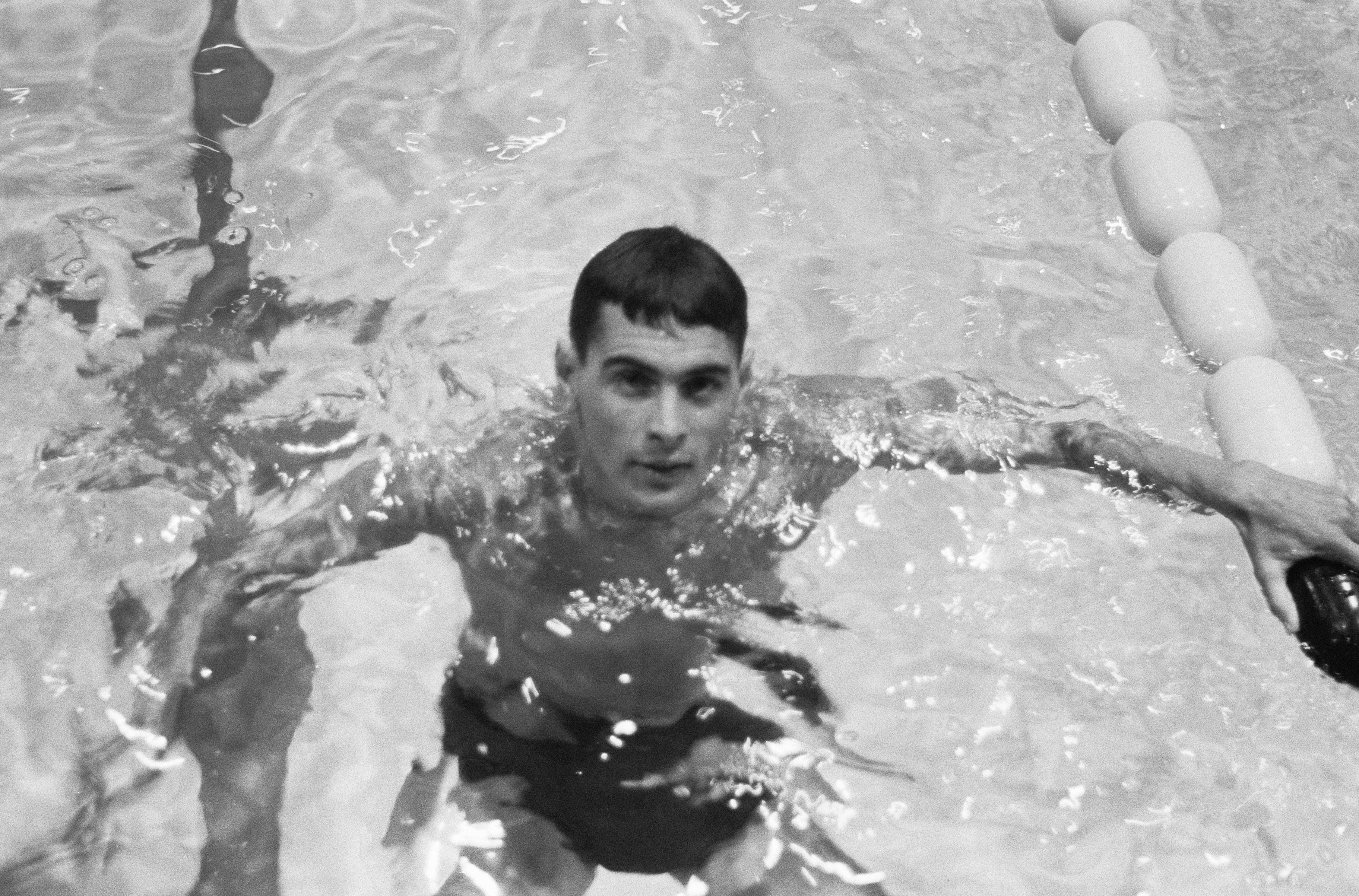
Devitt en los Juegos Olímpicos de Roma en 1960.

## Carrera deportiva
En las Juegos Olímpicos de Melbourne 1956 ganó el oro en los relevos de 4 × 200 metros estilo libre, y la plata en los 100 metros estilo libre.
Cuatro años después, en los Juegos Olímpicos de Roma 1960 ganó la medalla de oro en los 100 metros estilo libre, con un tiempo de 55.2 segundos que fue récord olímpico, llegando antes que el estadounidense Lance Larson y el brasileño Manuel dos Santos; y también ganó el bronce en los relevos de 4 × 200 metros, tras Estados Unidos y Japón.

## Vida personal y muerte
John Dewitt se casó con Wendy en 1961. Murió el 17 de agosto de 2023 a la edad de 86 años.